# Willishof

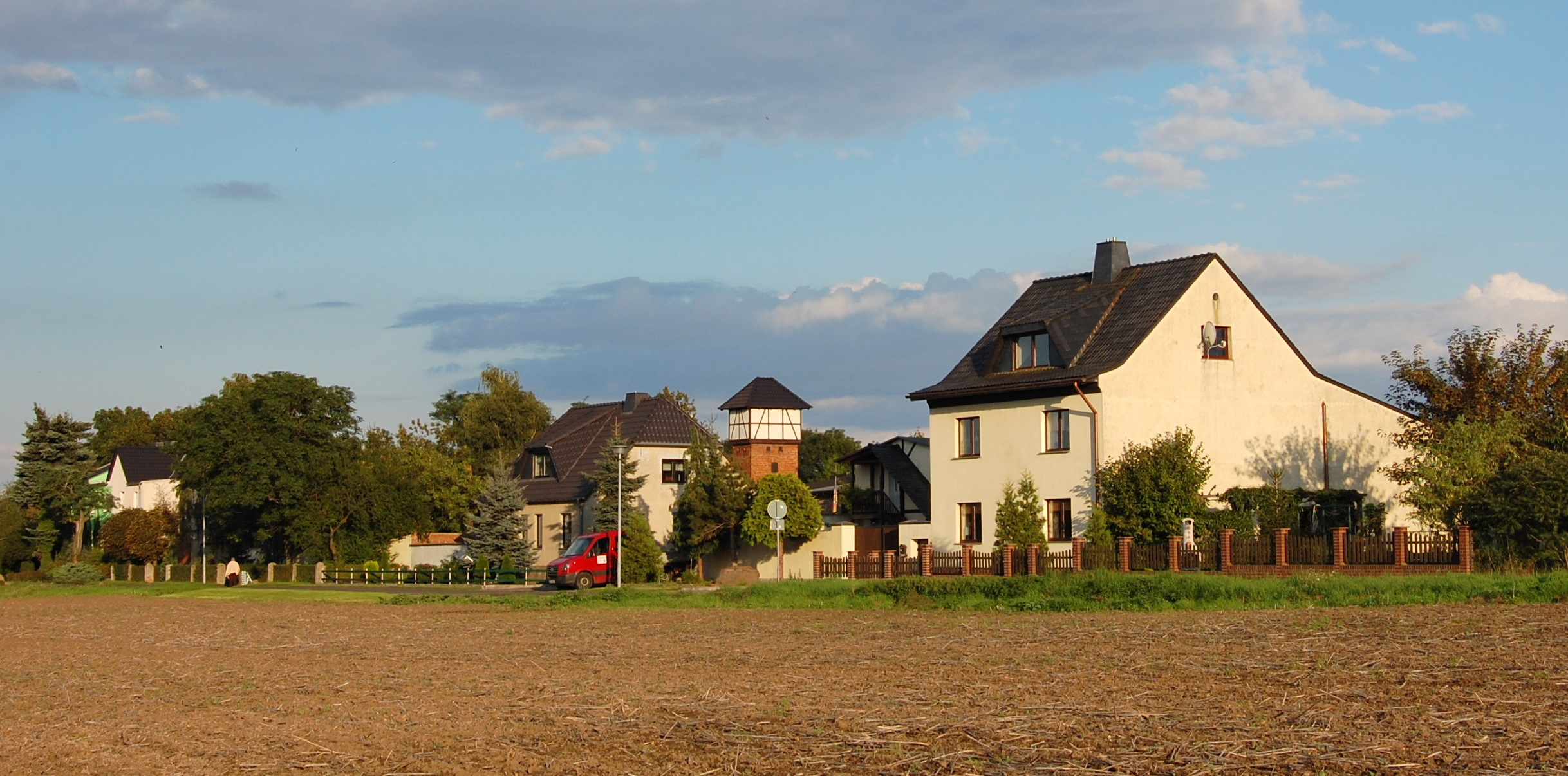
Willishof

Willishof ist eine kleine Wohnsiedlung südwestlich des Magdeburger Stadtteils Westerhüsen.

## Lage
Die Häuser der Siedlung befinden sich auf der Südseite der Straße In der Mittelwiese und sind von freiem Feld umgeben. Nördlich der Ansiedlung entspringt der Pfingstwiesengraben. Bedingt durch den Straßennamen ist auch In der Mittelwiese als Bezeichnung geläufig. Zur Benennung Willishof finden sich auch die Schreibweisen Willyshof oder Willis Hof.

## Geschichte
Auf dem Ackerplan der Goedeschen Erben bauten 1913 der Maurerpolier Hermann Wesemann und der Landwirt und Schlosser Ernst Kühle jeweils ein Wohnhaus mit Stall und Scheune. Im Jahr 1917 erwarb die Firma Gebrüder Allendorff aus Schönebeck (Elbe) die Höfe. Die Höfe wurden vereinigt und als Vorwerk des Ritterguts Sohlen unter der Bezeichnung Willishof geführt. Auf dem ersten Hof errichtete man einen Transformatorenaufbau. Ein in einer Ziegelei in Randau abgebauter Geräteschuppen wurde auf dem zweiten Hof aufgebaut und diente als Unterkunft für Arbeiter. Ende 1923 erfolgte eine Aufteilung der Höfe und Äcker. Es entstanden fünf Hofstellen mit jeweils 50 Morgen Acker. Es siedelten sich deutsche Familien an, die aus nach dem Ersten Weltkrieg polnisch gewordenen Gebieten Posen und Westpreußen geflohen waren. 
1931 wurde im Gebiet der Siedlung ein Bronzeadler gefunden, der möglicherweise den Rest eines schwedischen Helms darstellt und vielleicht auf eine Auseinandersetzung im ehemals in der Nähe befindlichen Westerhüser Gehölz im 17. Jahrhundert zurückgeht. 1941 kam es zu einem Brand.
Seit 2019 wird an der Adresse In der Mittelwiese 5 eine Kaffeerösterei betrieben.